# (29251) Hosokawa
(29251) Hosokawa est un astéroïde de la ceinture principale découvert en 1992.

## Description
(29251) Hosokawa a été découvert le 26 octobre 1992 à l'observatoire de Kitami, situé à l'est d'Hokkaidō (Japon), par Kin Endate et Kazurō Watanabe.

### Caractéristiques orbitales
L'orbite de cet astéroïde est caractérisée par un demi-grand axe de 2,67 ua, un périhélie de 2,16 ua, une excentricité de 0,19 et une inclinaison de 13,67° par rapport à l'écliptique. Du fait de ces caractéristiques, à savoir un demi-grand axe compris entre 2 et 3,2 ua et un périhélie supérieur à 1,666 ua, il est classé, selon la JPL Small-Body Database, comme objet de la ceinture principale.

### Caractéristiques physiques
(29251) Hosokawa a une magnitude absolue (H) de 13,0 et un albédo estimé à 0,063.

## Étymologie
Cet astéroïde est nommé en l'honneur de Yasuhiko Hosokawa (1957-).